# Larissa Kleinmann

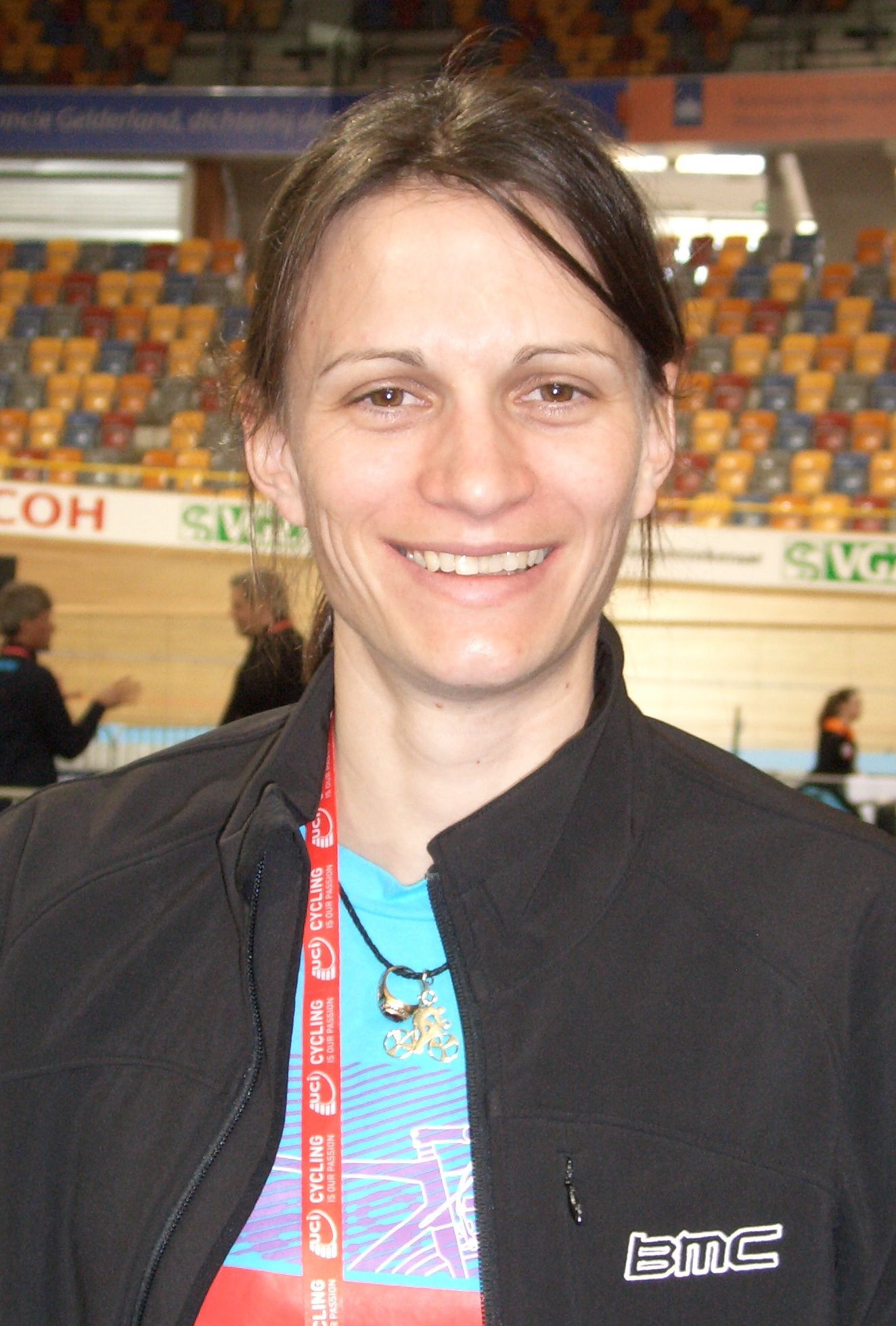
Larissa Kleinmann

Larissa Kleinmann (* 10. September 1978 in Stuttgart) ist eine ehemalige deutsche Radrennfahrerin.

## Sportliche Karriere
Larissa Kleinmann begann ihre sportliche Laufbahn als Leichtathletin. Sie wurde Cross-Europameisterin (U19) mit der Mannschaft sowie mehrfache Deutsche Jugendmeisterin. 2002 beendete sie in den USA ihre Leichtathletik-Laufbahn und sattelte 2005 auf den Radsport um.
Auch in dieser Sportart wurde Larissa Kleinmann auf Bahn und Straße mehrfach Deutsche Junioren-Meisterin. 2006 wurde sie in Cottbus Deutsche Meisterin der Elite in der Einerverfolgung auf der Bahn, nachdem sie im Jahr zuvor Vize-Meisterin geworden war. Zweimal belegte sie einen dritten Platz bei Weltcuprennen.
2007 wurde Kleinmann Zweite in der Gesamtwertung der Geelong Tour in Australien. Weil sie angeblich unerlaubterweise während einer Verletzungspause Urlaub gemacht hatte, wurde sie vom Bund Deutscher Radfahrer aus dem Nationalkader entlassen, was gleichzeitig die Beendigung ihrer Förderung durch die Bundeswehr sowie ihrer Olympiaträume von Peking 2008 bedeutete. Anschließend wechselte sie zur Equipe Nürnberger und gewann die Holland Hills Classics. Ende 2008 verließ sie das Team und wechselte zum südafrikanischen Team MTN, für welches sie auch für die internationale Öffentlichkeitsarbeit zuständig war und dort ihre aktive Radsportkarriere beendete.
Seit März 2011 ist Larissa Kleinmann als Sports Marketing Manager des Schweizer Fahrradherstellers BMC tätig.

## Privates
1998 machte Larissa Kleinmann ihr Abitur und ging anschließend in die USA, wo sie ein Studium in Marketing (Bachelor und MBA) abschloss.